# Парк 30-річчя Перемоги (Донецьк)

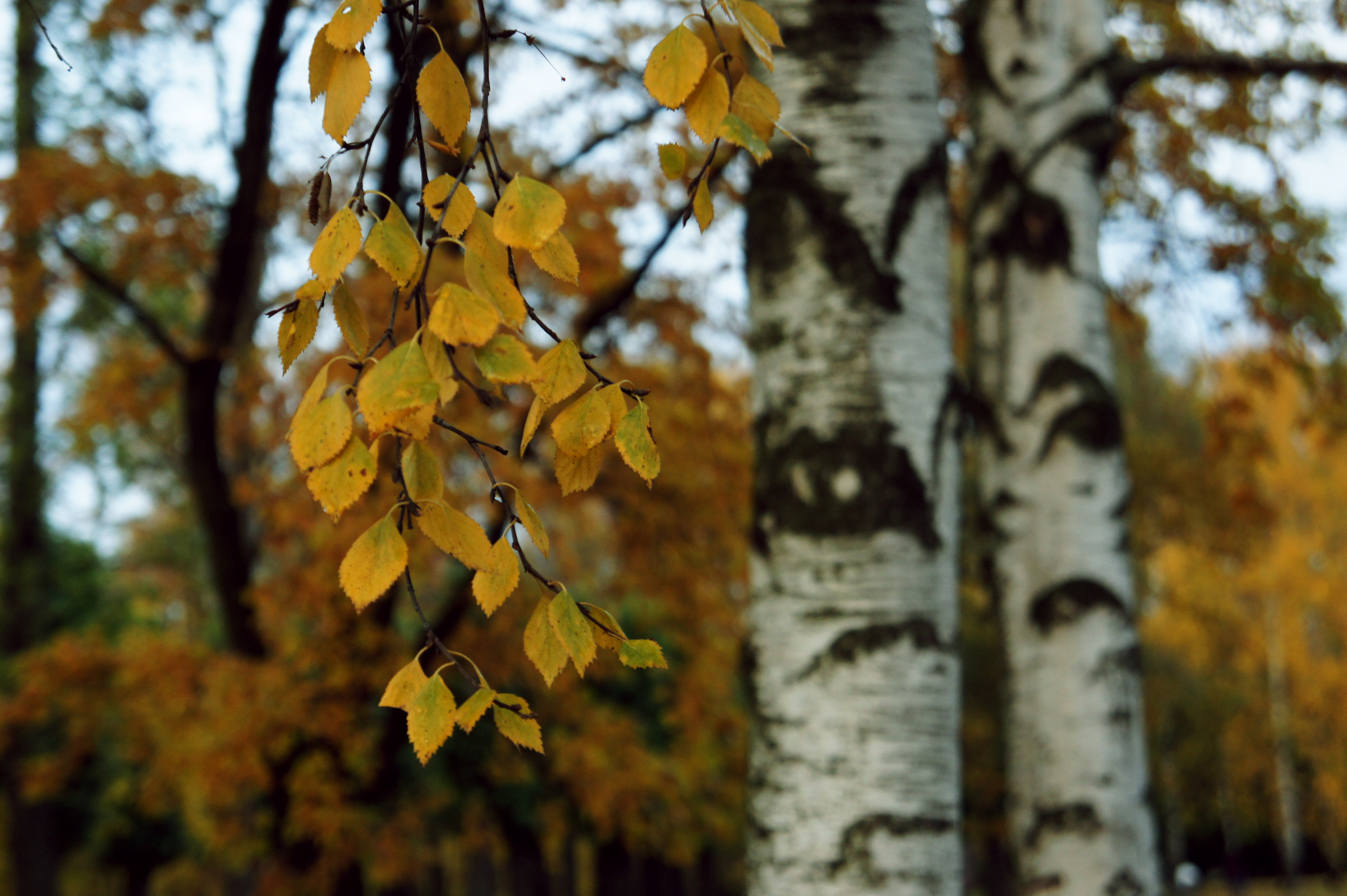
Парк Перемоги восени

Парк 30-рі́ччя Перемо́ги в місті Донецьк заснований ветеранами Великої Вітчизняної війни 5 квітня 1975 року. В 1996 переіменован міськрадою у «Сквер біля Палацу Піонерів». В 2008 році, перед проведенням ЄВРО-2012, трапився конфлікт чиїхось матеріальних інтересів і факту існування парку. І ось, Донецька міська рада і виконком своїм рішенням (№ 385 від 20 серпня 2008 року) виключили парк з переліку об'єктів, на «території яких господарська або інша діяльність, яка впливає на зміну ландшафту і суперечить використанню цих земель за їх цільовим призначенням заборонена». І незабаром (17 вересня 2008 року) з'явився висновок про те, що стан зелених насаджень на ділянці для будівництва готельного комплексу по вулиці Овнатаняна в Калінінському районі міста, визнано незадовільним.
Після реконструкції парк відкритий 23 серпня 2013. Площа реконструйованої території складає 7180 м². На території парку розташована алея, обладнані спортивні та дитячі ігрові майданчики, а також перша в місті велосипедна доріжка.
Також на території знаходяться авторські роботи російських і українських скульпторів на теми давньослов'янських звичаїв — «Берегиня», «Леда і Лебідь», «Степнянка» і мотивів Стародавньої Греції — «Геракл», «Хід конем», «Одисей».
Перед двома входами в парк з бульвару Шевченка знаходяться дві скульптурні композиції донецького скульптора Георгія Беро — «Сім'я» і «Дерево бажань».